# Sapanovciîk, Dubno
Sapanovciîk (în ucraineană Сапановчик) este un sat în comuna Bereh din raionul Dubno, regiunea Rivne, Ucraina.

## Demografie
Componența lingvistică a localității Sapanovciîk
     Ucraineană (100%)
Conform recensământului din 2001, toată populația localității Sapanovciîk era vorbitoare de ucraineană (100%).